# Сафім
11°57′ пн. ш. 15°39′ зх. д. / 11.950° пн. ш. 15.650° зх. д.
Сафім — один з 3 секторів округу Біомбо Гвінеї-Бісау. Населення — 17 249 осіб